# Episodi di All Saints (dodicesima stagione)
La dodicesima stagione della serie televisiva All Saints è stata trasmessa in anteprima in Australia da Seven Network tra il 3 febbraio 2009 e il 27 ottobre 2009.
| nº | Titolo originale                | Titolo italiano | Prima TV Australia | Prima TV Italia |
| -- | ------------------------------- | --------------- | ------------------ | --------------- |
| 1  | Out of the Ashes                |                 | 3 febbraio 2009    |                 |
| 2  | Dreams and Nightmares           |                 | 10 febbraio 2009   |                 |
| 3  | Day One                         |                 | 17 febbraio 2009   |                 |
| 4  | Sins of the Past 2              |                 | 24 febbraio 2009   |                 |
| 5  | Evil Is as Evil Does            |                 | 3 marzo 2009       |                 |
| 6  | Facing the Music 2              |                 | 10 marzo 2009      |                 |
| 7  | Awake in Fright                 |                 | 17 marzo 2009      |                 |
| 8  | Behind Closed Doors 3           |                 | 24 marzo 2009      |                 |
| 9  | Danger Zone                     |                 | 31 marzo 2009      |                 |
| 10 | Pushed Too Far                  |                 | 21 aprile 2009     |                 |
| 11 | Handle with Care                |                 | 28 aprile 2009     |                 |
| 12 | The Devil Within                |                 | 5 maggio 2009      |                 |
| 13 | Give and Take 2                 |                 | 12 maggio 2009     |                 |
| 14 | When the Bough Breaks           |                 | 19 maggio 2009     |                 |
| 15 | Seeing the Light                |                 | 26 maggio 2009     |                 |
| 16 | We All Fall Down                |                 | 2 giugno 2009      |                 |
| 17 | Bodies in Motion 2              |                 | 9 giugno 2009      |                 |
| 18 | On Second Thoughts...           |                 | 16 giugno 2009     |                 |
| 19 | Starting Over                   |                 | 23 giugno 2009     |                 |
| 20 | Curve Balls                     |                 | 30 giugno 2009     |                 |
| 21 | Test of Faith                   |                 | 7 luglio 2009      |                 |
| 22 | Blood Is Thicker                |                 | 14 luglio 2009     |                 |
| 23 | Out of Control 2                |                 | 21 luglio 2009     |                 |
| 24 | In Trust                        |                 | 28 luglio 2009     |                 |
| 25 | Duty Bound 2                    |                 | 4 agosto 2009      |                 |
| 26 | The Waiting Game                |                 | 11 agosto 2009     |                 |
| 27 | A Precious Waste                |                 | 18 agosto 2009     |                 |
| 28 | Tell-Tale Hearts                |                 | 25 agosto 2009     |                 |
| 29 | Moving on 2                     |                 | 1º settembre 2009  |                 |
| 30 | Safe Haven                      |                 | 8 settembre 2009   |                 |
| 31 | Win Some, Lose Some             |                 | 15 settembre 2009  |                 |
| 32 | What It Takes                   |                 | 22 settembre 2009  |                 |
| 33 | Too Close for Comfort 2         |                 | 29 settembre 2009  |                 |
| 34 | Damned If You Do                |                 | 6 ottobre 2009     |                 |
| 35 | The Two of Us                   |                 | 13 ottobre 2009    |                 |
| 36 | Yet Another Reality Check       |                 | 20 ottobre 2009    |                 |
| 37 | Yesterday, Today and Tomorrow 2 |                 | 27 ottobre 2009    |                 |